# Sonny Clark
Sonny Clark (Conrad Yeatis Clark, Herminie, de Pensilvania, 21 de julio de 1931 – 13 de enero de 1963) fue un pianista de jazz que principalmente desarrolló el idioma del hard bop.

## Biografía
Clark nació y fue criado en Herminie. A la edad de 12 años se mudó a Pittsburgh. Cuando estaba de visita en California, a los 20 años, decidió quedarse y comenzar a trabajar con el saxofonista Wardell Gray. Clark fue a San Francisco con Oscar Pettiford, y, luego de un par de meses, estaba trabajando con el clarinetista Buddy DeFranco en 1953. Clark recorrió los Estados Unidos y Europa con DeFranco hasta enero de 1956, cuando se unió a The Lighthouse All-Stars, orquesta de The Lighthouse Cafe de Hermosa Beach dirigida por el contrabajista Howard Rumsey.
Deseando volver a la costa este, Clark sirvió de acompañamiento de la cantante Dinah Washington en febrero de 1957 para reubicarse en la ciudad de Nueva York. Allí, Clark era requerido usualmente como acompañante por muchos músicos. Frecuentemente grabó para Blue Note Records tocando como acompañante de muchos músicos del hard bop, entre ellos Kenny Burrell, Donald Byrd, Paul Chambers, John Coltrane, Dexter Gordon, Art Farmer, Curtis Fuller, Grant Green, Philly Joe Jones, Clifford Jordan, Jackie McLean, Hank Mobley, Art Taylor y Wilbur Ware. También grabó sesiones con Charles Mingus, Sonny Rollins, Billie Holiday, Stanley Turrentine, y Lee Morgan.
Como director de banda, grabó estos álbumes: 
- Dial "S" for Sonny (1957).

- Sonny's Crib (1957).

- Sonny Clark Trio (1957), con Paul Chambers y Philly Joe Jones.

- Cool Struttin (1958).

- Sonny Clark Trio, con George Duvivier y Max Roach, publicado en 1960.

Clark murió de un ataque al corazón en la ciudad de Nueva York. Algunos comentarios atribuyen su temprana muerte al abuso de las drogas y del alcohol.
Su amigo Bill Evans dedicó al fallecido una composición titulada con un anagrama de su nombre: NYC's No Lark (Sin alondra en Nueva York, tomando la alondra como símbolo del alba); la pieza se publicó en el álbum Conversations with Myself (1963). 
John Zorn, Wayne Horvitz, Ray Drummond y Bobby Previte, con el nombre de The Sonny Clark Memorial Quartet, grabaron un álbum de composiciones de Clark: Voodoo (1985). Zorn también grabó varias de las composiciones de Clark con Bill Frisell y George Lewis en los álbumes News for Lulu (1988) y More News for Lulu (1992).

## Discografía

### Como líder
- Oakland, 1955 (1955), Uptown
- Dial "S" for Sonny (1957), Blue Note
- Sonny's Crib (1959), Blue Note
- Sonny Clark Trio (1957), Blue Note
- Sonny Clark Quintets (1957), Blue Note
- Cool Struttin' (1958), Blue Note
- Standards (1958), Blue Note
- My Conception (1959), Blue Note
- Sonny Clark Trio (1960), Time/Bainbridge
- Leapin' and Lopin' (1961), Blue Note

### Como acompañante
Con Buddy DeFranco:
- In a Mellow Mood (1954)

- Cooking the Blues (1955)

- Autumn Leaves (1956)

- Sweet and Lovely (1956)

- Jazz Tones (1956)

Con Howard Rumsey's Lighthouse:
- Mexican Passport (1956)

- Music for Lighthousekeeping (1956)

- Oboe/Flute (1956)

Con Serge Chaloff:
- Blue Serge (1956)

Con Hank Mobley:
- Poppin' (1957)

- Hank Mobley (1957)

- Curtin Call (1957)

Con Lou Donaldson:
- Lou Takes Off (1957)

Con Johnny Griffin:
- The Congregation (1957)

Con John Jenkins
- John Jenkins with Kenny Burrell (1957)

Con Clifford Jordan:
- Cliff Craft (1957)

Con Curtis Fuller:
- Bone & Bari (1957)

- Curtis Fuller Vol. 3 (1957)

- Two Bones (1958)

Con Tina Brooks:
- Minor Move (1958)

Con Lee Morgan:
- Candy (1958)

Con Louis Smith:
- Smithville (1958)

Con Benny Green:
- Soul Stirrin' (1958)

- The 45 Session (1958)

- Bennie Green Swings the Blues (1959)

Con Jackie McLean:
- Jackie's Bag (1959)

- A Fickle Sonance (1961)

- Vertigo (1962)

- Tippin' the Scales (1962)

Con Grant Green:
- Gooden's Corner (1961)

- Nigeria (1962)

- Oleo (1962)

- - Estas grabaciones de Grant Green no fueron publicadas en su día. Parte de ese material saldría a la luz años después.[4]

Con Dexter Gordon:
- Go (1962)

- A Swingin' Affair (1962)

Con Ike Quebec

- Easy Living (1962)

Con Stanley Turrentine
- Jubilee Shout!!! (1962)

Con Don Wilkerson:
- Preach Brother! (1962)